# Geranomyia genitaloides
Geranomyia genitaloides är en tvåvingeart som beskrevs av Senior-white 1924. Geranomyia genitaloides ingår i släktet Geranomyia och familjen småharkrankar.
Artens utbredningsområde är Sri Lanka. Inga underarter finns listade i Catalogue of Life.